# Central Hockey League 1995/96
Die Saison 1995/96 war die vierte reguläre Saison der Central Hockey League. Die sechs Teams absolvierten in der regulären Saison je 64 Begegnungen. Die Central Hockey League wurde in einer Division ausgespielt. Das punktbeste Team der regulären Saison waren die Oklahoma City Blazers, die in den Finalspielen um den Ray Miron Cup in sieben Spielen gegen die San Antonio Iguanas zum ersten Mal die Trophäe gewannen.

## Teamänderungen
Folgende Änderungen wurden vor Beginn der Saison vorgenommen:
- Die Dallas Freeze stellten den Spielbetrieb ein.

## Reguläre Saison

### Abschlusstabellen
Abkürzungen: GP = Spiele, W = Siege, L = Niederlagen, T = Unentschieden, OTL = Niederlage nach Overtime, GF = Erzielte Tore, GA = Gegentore, Pts = Punkte
| Central Hockey League | GP | W  | L  | OTL | GF  | GA  | Pts |
| --------------------- | -- | -- | -- | --- | --- | --- | --- |
| Oklahoma City Blazers | 64 | 47 | 13 | 4   | 327 | 224 | 98  |
| San Antonio Iguanas   | 64 | 39 | 17 | 8   | 313 | 240 | 86  |
| Memphis RiverKings    | 64 | 34 | 24 | 6   | 308 | 271 | 74  |
| Tulsa Oilers          | 64 | 26 | 33 | 5   | 244 | 302 | 57  |
| Fort Worth Fire       | 64 | 24 | 34 | 6   | 244 | 289 | 54  |
| Wichita Thunder       | 64 | 22 | 39 | 3   | 270 | 380 | 47  |

### Beste Scorer
Abkürzungen: GP = Spiele, G = Tore, A = Assists, Pts = Punkte, PIM = Strafminuten
| Spieler         | Team                                | GP | G  | A  | Pts | PIM |
| --------------- | ----------------------------------- | -- | -- | -- | --- | --- |
| Brian Shantz    | San Antonio Iguanas                 | 64 | 54 | 85 | 139 | 90  |
| Paul Jackson    | San Antonio Iguanas                 | 62 | 50 | 65 | 115 | 184 |
| Kyle Reeves     | Fort Worth Fire                     | 63 | 68 | 47 | 115 | 179 |
| George Dupont   | Oklahoma City Blazers               | 61 | 28 | 83 | 111 | 274 |
| Joe Burton      | Oklahoma City Barons                | 64 | 66 | 32 | 98  | 53  |
| Derek Grant     | Memphis RiverKings                  | 52 | 39 | 53 | 92  | 25  |
| Chris Robertson | Tulsa Oilers                        | 54 | 31 | 55 | 86  | 96  |
| David Shute     | San Antonio Iguanas Wichita Thunder | 63 | 49 | 33 | 82  | 83  |
| Brent Fleetwood | Memphis RiverKings                  | 64 | 35 | 42 | 77  | 132 |
| Sylvain Naud    | Tulsa Oilers                        | 64 | 32 | 44 | 76  | 107 |

## Ray-Miron-Cup-Playoffs
|  | Ray-Miron-Cup-Halbfinale | Ray-Miron-Cup-Halbfinale | Ray-Miron-Cup-Halbfinale |  |  | Ray-Miron-Cup-Finale | Ray-Miron-Cup-Finale  | Ray-Miron-Cup-Finale |
|  |                          |                          |                          |  |  |                      |                       |                      |
|  |                          |                          |                          |  |  |                      |                       |                      |
|  | 1                        | Oklahoma City Blazers    | 4                        |  |  |                      |                       |                      |
|  | 4                        | Tulsa Oilers             | 2                        |  |  |                      |                       |                      |
|  |                          |                          |                          |  |  | 1                    | Oklahoma City Blazers | 4                    |
|  |                          |                          |                          |  |  | 2                    | San Antonio Iguanas   | 3                    |
|  | 2                        | San Antonio Iguanas      | 4                        |  |  |                      |                       |                      |
|  | 3                        | Memphis RiverKings       | 2                        |  |  |                      |                       |                      |
|  |                          |                          |                          |  |  |                      |                       |                      |

## Vergebene Trophäen
| Auszeichnung                                                        | Spieler               | Team                  |
| ------------------------------------------------------------------- | --------------------- | --------------------- |
| Commissioner’s Trophy Bester Trainer                                | Doug Sauter           | Oklahoma City Blazers |
| Most Valuable Player Bester Spieler der regulären Saison            | Brian Shantz          | San Antonio Iguanas   |
| Playoff Most Valuable Player Bester Spieler der Playoffs            | Jean-Ian Filiatrault  | Oklahoma City Blazers |
| Rookie of the Year Bester Rookie der regulären Saison               | Derek Grant           | Memphis RiverKings    |
| Most Outstanding Defenseman Bester Verteidiger der regulären Saison | Dan Brown             | Memphis RiverKings    |
| Most Outstanding Goaltender Bester Torhüter der regulären Saison    | Jean-Ian Filiatrault  | Oklahoma City Blazers |
| Ken McKenzie Trophy Bester Scorer der regulären Saison              | Brian Shantz          | San Antonio Iguanas   |
| Ray Miron Cup Gewinner der Central-Hockey-League-Playoffs           | Oklahoma City Blazers | Oklahoma City Blazers |
| Adams Cup Bestes Team der regulären Saison                          | Oklahoma City Blazers | Oklahoma City Blazers |